# 9542 Eryan
A 9542 Eryan (ideiglenes jelöléssel 1983 TU1) a Naprendszer kisbolygóövében található aszteroida. Edward L. G. Bowell fedezte fel 1983. október 12-én.